# Publius Cornelius Philomusus
Publius Cornelius Philomusus war ein römischer Maler, der im 2. Jahrhundert in Rom tätig war.
Er ist nur durch seine bei der Piazza del Popolo in Rom gefundene Grabinschrift bekannt, in der er als „pictor scaenarius idem redemptor“ (Bühnenmaler und Unternehmer) bezeichnet wird. Danach errichtete er, Freigelassener eines Publius Cornelius, den Grabstein für sich, seine Frau Cornelia Lycce, ebenfalls Freigelassene des Publius Cornelius, und seine Familie und Nachkommen.